# Tisová (okres Tachov)
Tisová (německy Tissa) je obec v okrese Tachov v Plzeňském kraji. Žije zde 527 obyvatel.

## Historie
První písemná zmínka o obci pochází z roku 1233.

## Obyvatelstvo
| Rok            | 1869  | 1880  | 1890  | 1900  | 1910  | 1921  | 1930  | 1950 | 1961 | 1970 | 1980 | 1991 | 2001 | 2011 | 2021 |
| -------------- | ----- | ----- | ----- | ----- | ----- | ----- | ----- | ---- | ---- | ---- | ---- | ---- | ---- | ---- | ---- |
| Počet obyvatel | 1 219 | 1 178 | 1 161 | 1 143 | 1 132 | 1 132 | 1 074 | 443  | 474  | 495  | 402  | 417  | 465  | 450  | 441  |
| Počet domů     | 195   | 202   | 207   | 211   | 218   | 216   | 238   | 149  | 102  | 102  | 91   | 102  | 110  | 118  | 126  |

## Obecní správa
Mezi lety 1850–1979 byla Tisová obcí v okrese Tachov. Od 1. ledna 1980 do 23. listopadu 1990 patřila jako část obce k Starému Sedlišti a od 24. listopadu 1990 je opět samostatnou obcí.

### Části obce
- Hlinné
- Jemnice
- Kumpolec
- Lhotka
- Tisová
- Trnová

### Obecní symboly
Znak a vlajka byly obci uděleny rozhodnutím předsedy Poslanecké sněmovny Parlamentu České republiky dne 31. ledna 2002.

## Pamětihodnosti
- Kostel svatého Mikuláše
- Smírčí kříž
- Přírodní rezervace Tisovské rybníky